# Erigonoplus nobilis
Erigonoplus nobilis ist eine thermophile  Webspinne aus der Familie der Baldachinspinnen (Linyphiidae). Sie ist in Südtirol (Italien) verbreitet.

## Merkmale
Erigonoplus nobilis erreicht eine Länge von 1,3 mm, wovon der Vorderleib etwa 0,5 mm ausmacht. Die größte Breite des Vorderleibs beträgt 0,46 mm. Männchen und Weibchen sind schwärzlich gefärbt, die Beine sind gelblich.
Diese Art ist mit Erigonoplus jarmilae aus Osteuropa nächstverwandt, insbesondere bei den Geschlechtsorganen fehlen eindeutige Unterschiede. Hauptunterschied ist die Form des männlichen Cephalothorax und dessen bei Erigonoplus nobilis nicht vorhandenen Drüsenporen. Außerdem fehlt beim Männchen von Erigonoplus jarmilae die lange Behaarung an Tarsus und Metatarsus des ersten Beines.

## Fundorte und Lebensweise
Ein Fundort ist ein trockenwarmer (xerothermer) Hang in 650 m Höhe im Riggertal bei Neustift nördlich von Brixen. Eine weitere Fundstelle ist der Vinschgauer Sonnenberg. Der Fangverlauf lässt darauf schließen, dass die Art nur zu bestimmten Zeiten des Jahres aktiv ist (stenochron). Die Zeit der Hauptaktivität ist demnach Mai und Juni.